# Revolta Dungan
A Revolta Dungan foi uma guerra religiosa na China do século XIX. É também conhecida como Guerra das Minorias Hui ou Rebelião Muçulmana. O termo é por vezes utilizado para referir-se também a Revolta dos Panthay em Yunnan. Foi uma revolta de membros dos Hui e outros grupos étnicos muçulmanos na China em Xianxim, Gansu e Ningxia, assim como na região de Sinquião, entre 1862 e 1877. 
O objetivo desta revolta foi o de criar um país muçulmano, na margem ocidental do Rio Amarelo (Xianxim, Gansu e Ningxia - excluindo a província de Sinquião). Um equívoco comum é que era dirigido contra a dinastia Chingue, mas não há evidências mostrando que todos tinham a intenção de atacar a capital Pequim. A revolta foi incentivada pelos líderes da Rebelião Taiping. Quando essa rebelião falhou, seguiram emigrações em massa da população Dungan para Rússia Imperial, Cazaquistão e Quirguistão. Antes da guerra, a população da província de Xianxim, totalizava em cerca de 13 milhões de habitantes e pelo menos 1.750.000 eram Dungan (Hui). Após a guerra, a população total caiu para 7 milhões, pelo menos 150.000 fugiram. Entre 1648 e 1878, cerca de doze milhões de chineses Han e da etnia Hui morreram em dez revoltas sem êxito. Xi'an, capital da província de Xianxim, era a cidade sagrada dos Hui antes da revolta, mas uma vez, a prosperidade das comunidades muçulmanas chinesas caíram 93% após a revolta na província de Xianxim.